# Інститут технічної теплофізики НАН України
Інститут технічної теплофізики (ІТТФ) НАН України
створено 1947 року під початковою назвою «Інститут теплоенергетики» шляхом виділення від Інституту енергетики АН УРСР. Після реорганізації (1964) його перейменовано в Інститут технічної теплофізики. Інститут очолювали академік І. Т. Швець (1947–1952), академік В. І. Толубінський (1953–1954 і 1964–1972), канд. техн. наук Г. М. Щоголєв (1955–1963), д-р техн. наук Г. Л. Бабуха (1972–1973), член-кореспондент О. А. Геращенко (1973–1982),  академік НАН України А. А. Долінський (1982-2015). З 2015 р. інститут очолює академік НАН України Ю. Ф. Снєжкін.

## Напрями діяльності
Основні напрями наукової діяльності Інституту
- теплофізичні дослідження процесів у теплоенергетичному устаткуванні при використанні традиційних та відновлюваних джерел енергії та розробка методів підвищення його ефективності, надійності та екологічної безпеки;
- розвиток теорії теплообміну та її застосування для підвищення ефективності процесів передачі та використання теплоти в машинах і апаратах нової техніки;
- розвиток теорії переносу теплоти та речовини для підвищення ефективності дійсних та розроблення принципово нових енергоощадних і ресурсозберігальних теплотехнологій;
- розвиток теорії вимірювання теплових величин та її застосування при розробці нових теплофізичних приладів і систем для підвищення метрологічного забезпечення експлуатації енергетичного та іншого теплотехнічного обладнання.

## Наукові школи
В Інституті створені наукові школи:
- академіків Швеця І. Т. і Дибана Є. П. «Високофорсовані процеси конвективного теплообміну та гідродинаміки в умовах, типових для теплоенергетичного обладнання»;
- академіка Толубінського В. І. «Теплообмін та гідродинаміка при пароутворенні в процесах і апаратах енергетики та нової техніки»;
- академіка Щербаня О. Н. «Гірнича теплофізика»;
- академіків Кремньова О. О. і Долінського А. А. «Наукові основи керування процесами тепломасопереносу та створення енергоощадних технологій і обладнання для різних галузей народного господарства»;
- члена-кореспондента Геращенка О. А. «Наукові основи теплофізичних вимірювань».

## Видавнича діяльність
Інститут з 1979 року видає міжнародний науково-практичний журнал «Промышленная теплотехника» ( з 2019 року «Теплофізика та Теплоенергетика») та  з 2007 року міжнародний науково-виробничий журнал «Кераміка: наука і життя».

## Структура
В структурі установи — 8 наукових відділів, дослідницьке конструкторсько-технологічне бюро з інтенсифікації тепломасообмінних технологічних процесів, дослідне конструкторсько-технологічне бюро з експериментальним виробництвом теплофізичного приладобудування, експериментальний механічний завод тепломасообмінних апаратів. За участю Інституту створено ДП "Інженерний Центр «Сушка», ДП «Екотерм», ТОВ «Енергія-Інвест» та два спільних українсько-в'єтнамських підприємства.
Функціонує дві спеціалізовані вчені ради по присудженню вченого ступеня доктора (кандидата) наук (Д 26.224.01 та Д 26.224.02).
На даний час в Інституті працює близько 400 працівників, серед них — 3 академіки НАН України (А. А. Долінський, А. А. Халатов, Ю. Ф. Снєжкін), 6 чл.-кор. НАН України, 30 докторів наук і 100 кандидатів наук.
У Інституті працює бібліотека Інституту технічної теплофізики НАН України, заснована у 1939 р., яка є однією з найстаріших бібліотек академії наук.
Інститут організовує декілька міжнародних наукових конференцій. Серед них: «Проблеми теплофізики та теплоенергетики», «Енергія з біомаси», «Проблеми екології та експлуатації об’єктів енергетики»,
В ІТТФ НАН України постійно діє виставка власних розробок «Енерго- та ресурсозбереження».